# Alcalá de Ebro
Alcalá de Ebro (aragónul Alcalá d'Ebro) település Spanyolországban,  Zaragoza tartományban. Alcalá de Ebro Cabañas de Ebro, Remolinos, Pedrola, Luceni és Torres de Berrellén községekkel határos. Lakosainak száma 243 fő (2024).

## Népesség
A település lakosságának változását az alábbi diagram mutatja:
| Lakosok száma | 294  | 279  | 288  | 290  | 284  | 281  | 270  | 246  | 239  | 243  |
|               | 2001 | 2004 | 2007 | 2009 | 2012 | 2014 | 2017 | 2019 | 2022 | 2024 |